# 사이프러스 힐
사이프러스 힐(Cypress Hill)은 미국 캘리포니아주 사우스게이트에서 결성된 힙합 그룹이다.

## 구성원
- B 리얼
- 센 도그
- 디제이 먹스
- 에릭 보보

### 원멤버
- 멜로 맨 에이스

## 스타일

### 프로덕션
그룹의 가장 두드러진 측면 중 하나는 B-Real의 과장되게 높은 음조의 비음(콧소리) 보컬이다. 가사에 들어간 패러디된 조직 폭력배(갱스터) 스토리 가사에 알맞으며 또한 그러한 가사를 강조하는 보컬이다.
Sen Dog가 뱉는 가사는 B-Real이 뱉는 가사에 비해 각운이 딱딱 맞아떨어지지는 않는다. Sen Dog가 뱉는 가사는 좀 더 난폭하다. 요즘 들어서는 가사 중 몇몇 단어는 그 단어에 대한 백그라운드 보이스를 첨가해 강조한다. 일반적으로는 Sen Dog의 단어 강조가 더 활발하다. 그는 래핑하다가 단어를 외치는 방법을 쓴다.
사이프러스의 음악은 Muggs가 프로듀스하고 있다. 음악적인 측면에서 그들의 사운드와 그루브가 음악계에 미친 영향은 주목할 만 하다. (술, 마약 등에) 취한 듯한 미적 감각을 보여 주고 있다. 리듬에는 베이스가 무겁게 들어가 있다. 독특한 샘플 루프 (Insane in the Brain라는 곡에는 코러스 부분에 말의 울음 소리가 반복된다.)를 따오기도 했다. 이러한 것들은 사이프러스의 사이키델릭적인 면을 보여 주고 있다. 이러한 음악적 경향은 나중에 감소하였다.